# Paul Jérémie Bitaubé
Paul Jérémie Bitaubé, né le 24 novembre 1732 à Koenigsberg et mort le 22 novembre 1808 à Paris, est un pasteur calviniste, écrivain et traducteur prussien d'origine française.
Il est principalement connu pour ses traductions de l'Iliade et de l'Odyssée d'Homère. Sa réputation fut grande à la fin du XVIIIe siècle, tant en France qu'en Allemagne.

## Biographie
Né en Prusse de parents d'une famille de réfugiés huguenots, Bitaubé avait été destiné par eux au sacerdoce ; mais il s'orienta rapidement vers la littérature, et, dès 1760, il publia à Berlin une nouvelle traduction d'Homère en français.
Membre de l'académie royale de Berlin, il s'ennuyait néanmoins dans cette ville et venait passer des années entières à Paris, sans la permission du roi. Bitaubé risquait donc d'être effacé du nombre des académiciens de Berlin, et de perdre les prérogatives attachées à ce titre. Le margrave d'Anspach, dont il avait été le conseiller résident à la cour de Berlin, lui procura la permission de résider à Paris, sans cesser d'être membre de l'académie de Berlin.
Agrégé à l'Académie des inscriptions et belles-lettres peu de temps après la publication de l'Odyssée, Bitaubé appliqua tous ses soins à donner une nouvelle édition de sa traduction complète d'Homère. Cependant, la Révolution arriva ; la guerre fut déclarée à la Prusse, et Bitaubé, resté en France, fut privé de ses pensions, qui ne lui furent rendues qu'à la paix. Bitaubé avait toutefois contracté de nombreuses amitiés à Paris avec la plupart des écrivains du temps, et particulièrement avec Ducis.
Lorsque l'Institut de France fut établi en 1795, Bitaubé en fut un des premiers membres nommés puis en devint président. 
Il s'était marié en Prusse en 1758 avec une femme de la colonie huguenote française, qui mourut trois semaines avant lui en 1808.

## Œuvres et traductions
Œuvres
- Deux poèmes en prose, 1763
- Examen de la profession de foi du vicaire savoyard, 1763
- Joseph, poème en prose, qui sera édité en 1767
- De l'influence des belles-lettres sur la philosophie, 1769
- Éloge de Corneille, qui a concouru à l'Académie de Rouen en 1768, 1775
- Guillaume de Nassau, renommé les Bataves en 1797, 1787
- Vie de Frédéric II, 1787

Traductions
- Traduction de L'Iliade d'Homère, première édition en 1764, repris et corrigé en 1780[1] puis 1785
- Traduction de L'Odyssée d'Homère, première édition en 1785.
- Traduction d'Hermann et Dorothée de Goethe en français en 1795

## Pour approfondir